# Bathyllus
Bathyllus is een geslacht van halfvleugeligen uit de familie Aphrophoridae. De wetenschappelijke naam van dit geslacht is voor het eerst geldig gepubliceerd in 1866 door Stål.

## Soorten
Het geslacht Bathyllus omvat de volgende soorten:
- Bathyllus albicinctus (Erichson, 1842)
- Bathyllus rugosus Blöte, 1957